# Corynoneura brevipennis
Corynoneura brevipennis är en tvåvingeart som beskrevs av Maurice Emile Marie Goetghebuer 1935. Corynoneura brevipennis ingår i släktet Corynoneura och familjen fjädermyggor.
Artens utbredningsområde är Schweiz. Inga underarter finns listade i Catalogue of Life.